# Latinska invektiv
Latinska invektiv är ett samlande begrepp för svordomar, oanständigheter och fula ord på det latinska språket. Sådana förekom sällan i klassisk latin och då mest i satiriska verk och kommentarer om ords användning. De var däremot relativt vanligt förekommande i vulgärlatinet.

## Mentulaochverpa: penis
Mentula var det vanliga latinska ordet för penis. Dess status som oanständighet bekräftas i dikten Priapeia 28, där mentula och cunnus ges som exempel på obscena ord.
Verpa förekommer som latinskt fult ord för "penis". Det är inte så vanligt i klassiskt latinska texter, men förekommer hos Catullus.
Adjektivet och substantivet verpus, anspelar på en man vars ollon är blottat, antingen på grund av erektion eller omskärelse.

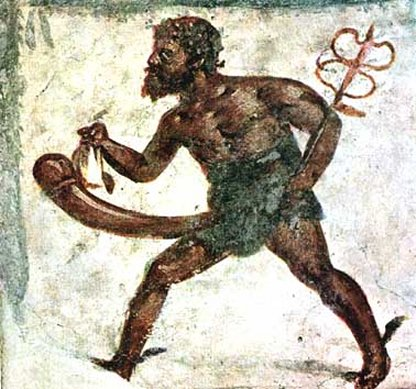
Ett exempel på sopio (se nedan), den romerske guden Mercurius avbildad med en enorm penis på en fresk från Pompeji.

## Cōleī: testiklar
Det vanliga latinska ordet för testiklar var cōleī (singular: cōleus). Det förekom i den alternative formen cōleōnēs (singular: cōleō) och I nyare latin som culiō, culiōnēs.

## Cunnus: vulva
Cunnus var det vanliga latinska ordet för vulva. Priapeia nämnde cunnus i samband med mentula.

## Landīca: klitoris
Romersk läkekonst hade kännedom om klitoris, som kallades landīca på latin. Det tycks ha varit ett av de mest obscena orden i hela den latinska vokabulären. Senare lånades clitoris in från det grekiska kleitoris, "liten kulle".
Ordet landīca förekom rikligt inom den romerska graffitin, men omnämns litterärt endast i Priapeia 79, där klitoris kallas misella landica, "ynkliga lilla klitoris". 

## Cūlus: anus
Det vanliga latinska ordet för anus var cūlus. Uttrycket ansågs inte vara lika stötande som mentula eller cunnus.

## Merda: exkrementer
Merda var uttrycket för avföring eller exkrementer.  Ordet finns också i de flesta romanska språk. Uttrycket excreta förekom också, i betydelsen "sånt som utdrivs" och användes ofta om avföring, men kunde användas även för andra kroppsliga utsöndringar. I moderna betydelse får excreta vara ett sammanfattande uttryck för avföring och urin. 

### Etymologi
Merda av Indoeuropeiska *s-merd-. Ordet har hittat vägen till svordomar på ett antal europeiska språk och finns som verb i exempelvis litauiska "smirda" ("det stinker"), ryska "смердеть" ("att stinka") och polska śmierdzieć ( "att stinka").

## Futuere: samlag

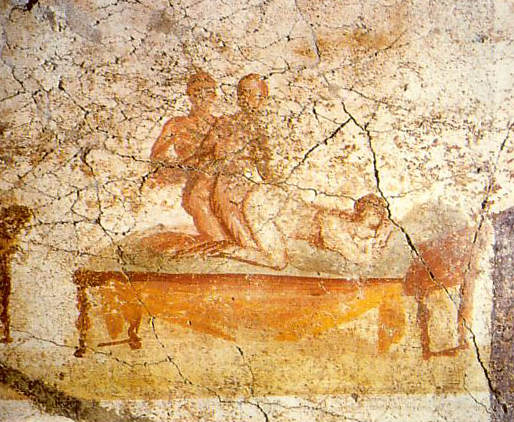
Dekorativ väggmålning från romersk term i Pompeji.

Futuō, infinitiv futuere, perfekt futuī, particip futūtum i latinet för "att ha samlag" förekommer rikligt i gamla latinska texter. Förutom grundordet förekommer också härledda ord som perfututum ("genomknullad") och dēfutūta ("fucked out”, utmattad av samlag" i klassiska latinska texter. Det härledda substantivet futūtiō ("samlagsakten") förekommer också.

## Cēvēreochcrīsāre
Cēveō (cēvēre, cēvī) och crīsō (crīsāre etc.) är latinska oanständigheter som inte har några motsvarigheter i det svenska språket. Crīsō gäller akten där en kvinna i ett samlag rider på mannen. Cēveō anspelar på motsvarande aktivitet hos den passive parten vid analsex.

## Cacāre: att bajsa
Cacō, cacāre var det vanliga ordet för att bajsa.

## Pēdere: fjärt
Pēdō, pēdere, pepēdī (or pepidī), pēditum är det vanliga latinska ordet för fjärt.

### Etymologi
Ordets ålderdomlighet framgår av hur det reduplicerats. Det återfinns i grekiska πέρδομαι (perdomai), engelska fart, bulgariska prdi, polska pierdzieć, ryska пердеть (perdet'), litauiska persti, sanskrit pardate och avestiska pərəδaiti, alla med identisk betydelse.

## Mingereochmeiere: urinering
Mingō (infinitiv mingere) och meiō (infinitiv meiere) är två varianter som förmodligen varit samma latinska verb, med betydelsen "att urinera", eller i folkligt tal "att kissa".
Det klassiska latinets micturīre blev så småningom det accepterade medicinska ordet för "att urinera".